# Gonomyia abbreviata
Gonomyia abbreviata är en tvåvingeart som beskrevs av Friedrich Hermann Loew 1873. Gonomyia abbreviata ingår i släktet Gonomyia och familjen småharkrankar. Arten är reproducerande i Sverige. Inga underarter finns listade i Catalogue of Life.